# Friedrich Kegel

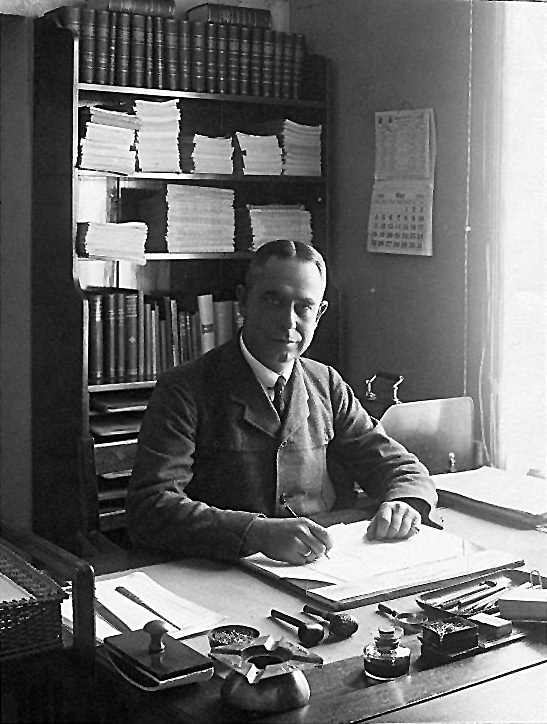
Friedrich Kegel

Friedrich Wilhelm Kegel (* 1874 in Hettstedt; † 8. August 1948 in Landschlacht) war ein deutscher Bergwerksingenieur, Sammler und Abgeordneter. Das 1975 erstbeschriebene Mineral Kegelit ist nach ihm benannt.

## Leben
Friedrich Kegel studierte ab 1894 an der preußischen Bergakademie Clausthal, danach war er ab etwa 1900 Betriebsassistent in Cerro-Grande in der Wüste Atacama in Chile. Danach arbeitete er im Goldbergbau in Mindanao/Philippinen.
Im November 1901 erreicht er die deutsche Goldmine in Tangkogä (auch Tanghokai), im heutigen Nordkorea. Im November 1903 verlässt er Korea, um eine neue Arbeitsstelle in der Provinz Schantung, in Nachbarschaft zur Kolonie des Deutschen Reiches, Kiautschou, anzutreten. Ab 1904 war er in Jehol, Provinz Petschilli/China, in einem Bergwerk tätig.
Von Ende 1907 bis 1911 arbeitet er als leitender Ingenieur in der deutschen Goldmine in Seoncheon im heutigen Nordkorea. Ab 1911 unternahm er eine Expedition in die Golddistrikte von Tang-Jong-Redeb auf Borneo.
Im Jahre 1914 unternahm Kegel im Auftrag von Friedrich Rinne, TH Hannover, eine Expedition nach Südwestafrika zur Erstellung eines bergmännischen Gutachtens. Nach seiner Rückkehr und während des Ersten Weltkriegs war Kegel Direktor der Kupfererzgrube Bor in Serbien. 1922 führte er eine Expedition in die Golddistrikte von Kanada und Antioquia in Kolumbien.
Zwischen 1922 und 1932 war Friedrich Wilhelm Kegel Mitgesellschafter und Vorstand der Otavi Minen- und Eisenbahn-Gesellschaft (OMEG) in Tsumeb. Gemäß dem Londoner Abkommen erhielt er 1923 zusätzlich zu seiner deutschen auch die südafrikanische bzw. britische Staatsangehörigkeit.
1932 siedelte er mit seiner Frau in die Schweiz um, wo er bis zu seinem Tode lebte. Auch sein Bruder W. C. Kegel (1879–1946) wurde Geologe.

## Sammler
Kegel war ein begeisterter Sammler von Mineralien. Nach Kegels Tod verkaufte seine Witwe die große Sammlung für 3800 US$ an das National Museum of Natural History (Smithsonian Institution), Washington, D.C. Die Sammlung von 820 Stücken mit einem Gewicht von mehr als 1,5 Tonnen befindet sich heute noch im Besitz des Museums.

## Politik
Bei den Wahlen zur South West African Legislative Assembly 1926 gewann Kegel mit 278 von 366 Stimmen die Wahl zum Abgeordneten in der South West African Legislative Assembly im Wahlkreis Grootfontein für den Deutschen Bund für Südwestafrika. Bei den Wahlen zur South West African Legislative Assembly 1929 konnte er sein Mandat verteidigen. Nach seiner Umsiedlung in die Schweiz wurde am 28. September 1932 eine Nachwahl im Wahlkreis Grootfontein durchgeführt, da Kegel mit dem Umzug ausgeschieden war. Die Nachwahl entschied der Deutsche Fritz für sich.